# Tang Daizong
Tang Daizong, född 727, död 779, var en kinesisk monark. Han var kejsare av Tangdynastin 762 - 779.